# Syfte
|  | Wiktionary har en ordboksartikel om syfte. |

Ett syfte är nyttan eller avsikten med en planerad handling. 
Det kan vara svårt att skilja mellan vad som är ett syfte och vad som är ett mål. Ett syfte beskriver varför man utför en viss handling, vad som är motivet för handlingen, varför man behöver lösa ett problem och vad som är nyttan med en viss lösning. Ett syfte beskrivs ofta som något övergripande, en inriktning på ett projekt och är inte alltid mätbart medan ett mål skall vara konkret. Ett mål är det resultat man vill åstadkomma med sin handling, det förväntade resultatet. Ett mål bör vara mätbart och tidsbundet så att man kan fastställa när målet är uppnått. Om man tar Wikipedia som exempel skulle syftet med att skriva Wikipedia vara att sprida fri kunskap och öka tillgängligheten till kunskap medan målet är ett fritt uppslagsverk. Eftersom det är svårt att fastslå precis när Wikipedia är färdigt skulle det kunna vara lämpligt att göra flera konkreta delmål där ett skulle kunna vara att Wikipedia skall ha 30 procent utmärkta artiklar till 2020.